# Fusillade de la synagogue de Poway
Le 27 avril 2019, lors du dernier jour des fêtes de la Pessa'h, John Timothy Earnest, âgé de 19 ans, tire des coups de feu dans la synagogue hassidique Habad de Poway, située dans la banlieue de San Diego en Californie,,. Une femme meurt de ses blessures et trois autres personnes sont blessées. Arrêté peu après les faits, le tireur est en possession d'un fusil d'assaut de type AR-15.

## Attaque
Vers 11 h 23, John Earnest, âgé de 19 ans, entre dans la synagogue de Poway et ouvre le feu avec un fusil de type AR-15, tuant Lori Kaye, âgée de 60 ans, alors qu'elle s'est précipitée devant le rabbin Yisrael Goldstein pour le protéger des tirs. Trois autres personnes sont blessées dont un homme tentant de sauver des enfants et une fillette de 9 ans.
Selon la police, l'arme du tireur se serait bloquée lors de la fusillade, évitant ainsi des pertes supplémentaires. Le suspect s'est ensuite enfui. Un fidèle, agent de la police des frontières des États-Unis, auquel le rabbin avait plusieurs fois demandé de venir aux offices avec son arme au cas où ce serait utile, a ouvert le feu lorsque le suspect s'est échappé puis l'a poursuivi avec son propre véhicule et a heurté la voiture du suspect, mais celui-ci s'est à nouveau échappé sans être blessé. Peu de temps après, Earnest a appelé le 911 et a signalé le meurtre. Il a été appréhendé à environ 3,2 km de la synagogue par un policier qui venait d'être prévenu de la fusillade. Il est sorti de sa voiture les mains en l'air. L’arrestation s'est opérée sans incident. Le policier a vu l'arme sur le siège.
L'attaque a eu lieu exactement six mois après la fusillade de la synagogue de Pittsburgh .

## Profil du terroriste

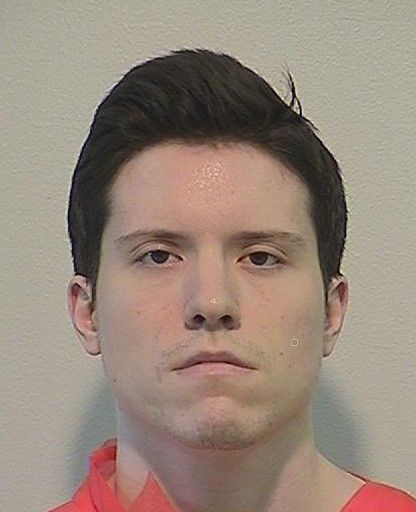
John Earnest en 2022.

Le département du shérif du comté de San Diego a identifié le suspect comme étant John T. Earnest, né le 8 juin 1999 et habitant la banlieue de Rancho Penasquitos à San Diego, en Californie. Avant la fusillade, Earnest était étudiant à la California State University San Marcos (CSUSM). Earnest a publié une lettre ouverte antisémite et raciste sur le forum 8chan, citant Brenton Harrison Tarrant et Robert Bowers, les auteurs respectifs des fusillades de la mosquée de Christchurch et de la synagogue de Pittsburgh, ainsi qu'Adolf Hitler en tant que figures d'inspiration pour la fusillade de Poway. Le tireur a tenté de diffuser le tournage en direct sur Facebook mais a échoué. L'auteur de la lettre ouverte blâme spécifiquement les Juifs pour le prétendu « génocide méticuleusement planifié de la race européenne » et d'autres maux. L'auteur a également revendiqué la responsabilité de l'incendie criminel (en) commis en mars 2019 contre une mosquée à Escondido, en Californie.

## Réactions
- Le gouverneur de Californie, Gavin Newsom, a réagi en déclarant que « personne ne devrait craindre d'aller à son lieu de culte et personne ne devrait être pris pour cible pour sa mise en pratique des principes de sa foi[12]. »
- Le président des États-Unis, Donald Trump, a exprimé « ses plus sincères condoléances aux familles des personnes touchées par la fusillade[13]. » Il accueille à la Maison-Blanche le 2 mai 2019, le rabbin Yisroel Goldstein[5].
- Le vice-président des États-Unis, Mike Pence, a déclaré : « Nous condamnons avec la plus grande fermeté le tir diabolique et lâche à Chabad of Poway aujourd'hui alors que des familles juives célébraient la Pâque. Personne ne devrait avoir peur dans une maison de culte. L'antisémitisme n'est pas seulement dans l'erreur, c'est le mal[14]. »
- Les membres du parti démocrate Bernie Sanders, Kamala Harris, Joe Biden et Eric Swalwell ont publié des déclarations condamnant l'attaque[15].
- Le musée du mémorial de l'Holocauste des États-Unis a publié une déclaration disant : « Avancer plus avant doit constituer un autre appel à se réveiller pour dire que l'antisémitisme est une menace croissante et mortelle. Tous les Américains doivent le condamner sans équivoque et le confronter chaque fois qu'il apparaît[16]. »

## Funérailles
Les funérailles de Lori Kaye ont lieu le lundi 29 avril 2019, dans la synagogue Chabad de Poway, le lieu de l'attaque.

## Procès et condamnation
Le 30 septembre 2021, Earnest, agé de 22 ans, est condamné à la prison à vie sans possibilité de remise de peine, plus 121 ans de prison et 16 ans additionnels à la suite d'un accord avec le bureau du procureur du comté de San Diego pour . Il attend une deuxième sentence en court fédérale sur plus de 100 accusations. Earnest a plaidé coupable pour meurtre et plusieurs tentatives de meurtre avec classement en crime de haine et pour la tentative d'incendie de la mosquée Dar-ul-Arqam. Earnest a avoué avoir commis le crime à cause de sa « haine des juifs ». Selon la procureure Summer Stephan après le jugement: « malheureusement ce meurtre s'est avéré être motivé par la haine et le suprémacisme blanc. C’était du racisme, de l'antisémitisme et toutes sortes de haines emballées en une seule ».

## Analyse
Selon Marianne « De Brenton Tarrant, auteur de l'attentat de Christchurch en Nouvelle-Zélande le 15 mars à John T. Earnest (...) un mouvement de radicalisation de jeunes hommes blancs surgit des bas-fonds d'Internet » au travers de sites, blogs et forum d'extrême droite. Selon Séraphin Alava, professeur d’université et membre de la chaire UNESCO de prévention de la radicalisation et de l'extrémisme violent un « mimétisme se met en place, amplifié par la couverture médiatique qui est donnée à l'événement » et « il y a la même logique dans le processus de recrutement djihadiste que dans celui de l'extrême droite aujourd'hui. Pour l'un comme pour l'autre, Internet permet de diffuser une idéologie, de provoquer une adhésion avant un passage à l'acte ».
Jonathan Zimmerman, professeur d'histoire de l'université de Pennsylvanie, analyse la sémantique utilisée à la suite de l'attentat de Poway. Quand un Américain blanc commet une attaque au nom de la race ou de la religion cela est appelé un « crime de haine » alors que quand un non-blanc ou un étranger fait de même cela est appelé terrorisme. Il s'oppose au point de vue du procureur qui après la fusillade dans une synagogue de Pittsburgh en 2018 disait que l'auteur de l'attaque antisémite n'était pas un terroriste car ce terme est réservé à un accusé qui essaye de propager une idéologie par la violence et que selon la loi américaine le terrorisme est l'acte d'intimider une population civile et d'influencer la politique du gouvernement. Zimmerman rétorque que « le racisme est lui même une idéologie propagée par la violence, ce que l'Amérique continue à ne pas comprendre ». Il ne s'agit pas de loups solitaires] mais comme pour le terrorisme islamique, de personnes inspirées par des réseaux. Islamisme radical pour les terroristes islamistes et nationalisme blanc pour John T. Earnest qui a été inspiré par Brenton Tarrant, auteur des attentats de Christchurch. Pour Zimmerman, le gouvernement devrait appeler ces faits « terrorisme nationaliste blanc » et rappelle que selon l'Anti-Defamation League, les extrémistes blancs ont tué trois fois plus de personnes aux États-Unis entre 2009 et 2018 que les islamistes.

## Articles liés
- Antisémitisme aux États-Unis
- Liste des attaques contre les institutions juives aux États-Unis (en)
- Attentats de Christchurch